# فرانسيسكو أغيري
فرانسيسكو أغيري (بالإسبانية: Francisco Aguirre)‏ (ولد في 1 سبتمبر 1977 في بوينس آيرس) هو لاعب كرة قدم أرجنتيني سابق.

## المسيرة الرياضية
بدأ مسيرته في بانفيلد في دوري الدرجة الأولى الأرجنتيني. بعد أن قضى ثلاثة مواسم في الدرجة الثالثة انتقل إلى نادي كياسو في دوري الدرجة الأولى السويسري (المستوى الرابع) حيث ساهم في صعوده إلى دوري الصعود (المستوى الثالث). بعد هذا الموسم انتقل إلى فريق يافردون الذي يلعب في دوري التحدي السويسري (المستوى الثاني). ساهم في صعوده إلى دوري السوبر السويسري في صيف عام 2005. خلال موسمين سجل 52 هدف في 73 مباراة. بعد فترة قصيرة قضاها في قطر من يناير إلى يونيو 2006 فقد عاد إلى سويسرا للانضمام إلى فريق سان غال في دوري السوبر السويسري. في يونيو 2008 وقع المهاجم الأرجنتيني عقدا لمدة 3 سنوات مع نادي أومونيا القبرصي ولكن تم فسخ العقد في العام التالي.

## الإنجازات
- يافردون
  - دوري التحدي السويسري (1): 2004-05

## روابط خارجية
- فرانسيسكو أغيري على موقع قاعدة بيانات كرة القدم.إي يو (الإنجليزية)
- فرانسيسكو أغيري على موقع عالم كرة القدم.نت (الإنجليزية)